# Décembre 1803
Cette page présente les faits marquants du mois de décembre 1803.

## Événements
- 1er décembre, France :

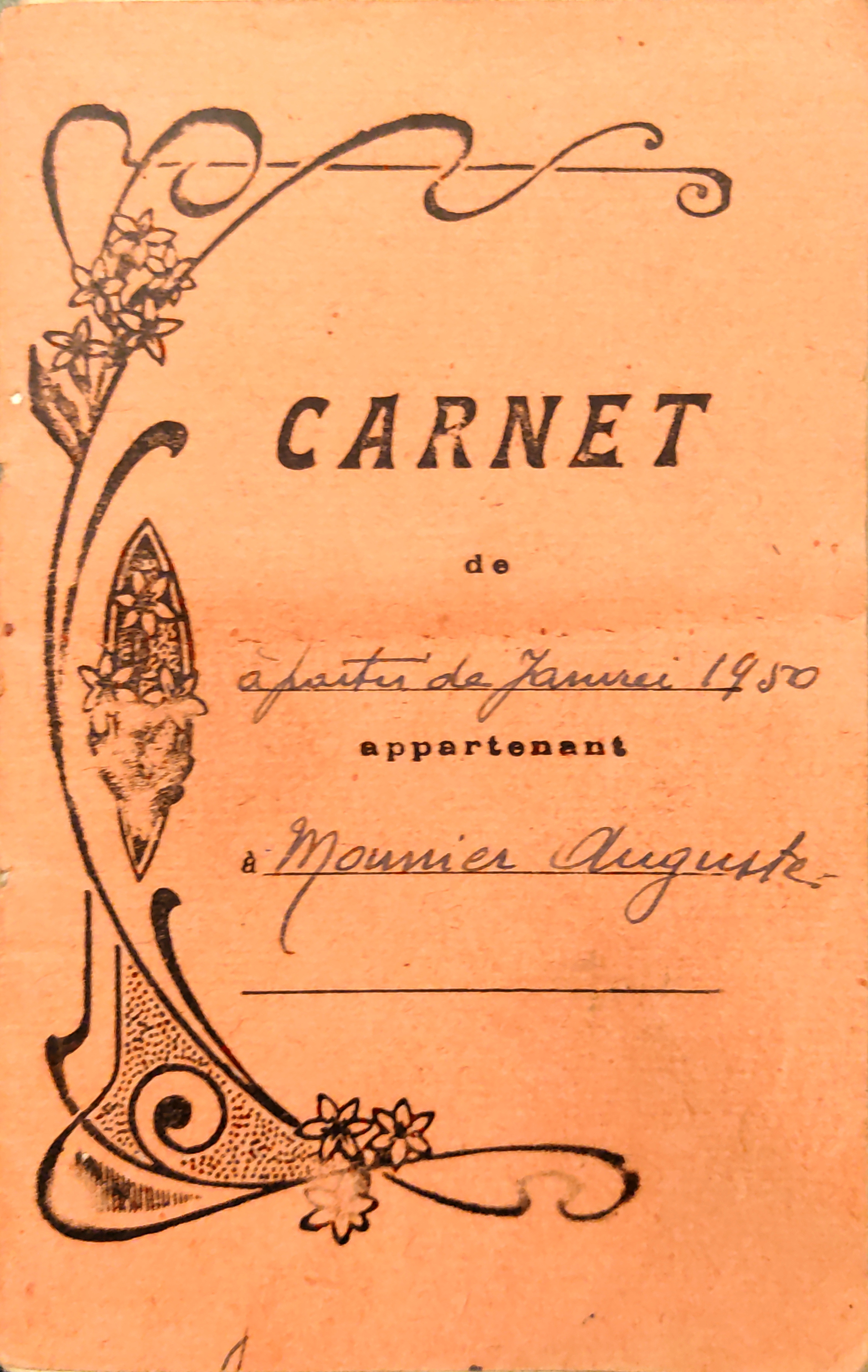
Livret ouvrier

  - Institution du livret ouvrier (supprimé en 1890).
  - Création des Chambres de manufactures.

- 2 décembre : Bonaparte ordonne la formation de « l’armée d’Angleterre » au camp de Boulogne[1].

- 11 décembre (19 frimaire an XII) : promotion de la Légion d'honneur.

- 15 décembre : Ali Pacha réprime la révolte des Souliotes en Épire[2].

- 17 décembre : après la chute de Gawilgarh (15 décembre), le raja du Berar Raghuji Bhonsle II signe le traité de Deogaon avec les Britanniques. Il leur cède la province de Cuttack avec Balasore et tous les territoires à l’ouest de la rivière Warda[3].

- 20 décembre : au Cabildo (en) de La Nouvelle-Orléans, la France cède La Nouvelle-Orléans aux États-Unis.

- 30 décembre : le raja de Gwâlior Daulat Râo Sindhia signe le traité de Surji Anjangaon et cède aux Britanniques tous les territoires entre la Jumna et le Gange[3].

## Naissances
- 1er décembre : Alfred Canel (mort en 1879), historien, archéologue et homme politique français.
- 11 décembre : Hector Berlioz, compositeur français († 8 mars 1869).
- 12 décembre : James Challis (mort en 1882), astronome et membre du clergé britannique.
- 31 décembre : Johann Carl Fuhlrott (mort en 1877), naturaliste et préhistorien allemand.

## Décès
- 18 décembre : Johann Gottfried von Herder, écrivain et philosophe allemand, l’un des initiateurs du Sturm und Drang et du romantisme allemand (° 25 août 1744).